# Peter Riedl (Fußballspieler)
Peter Riedl (* 12. Mai 1982) ist ein ehemaliger österreichischer Fußballspieler, der heute als -trainer tätig ist.

## Karriere
Riedl begann seine Karriere beim SC St. Pantaleon-Erla; 1996 wechselte er in die AKA Linz und rückte von dieser zuerst zur Amateurmannschaft und dann im Jahre 2001 zur Profimannschaft des LASK auf. Sein Profidebüt und einziges Bundesligaspiel absolvierte er am 36. Spieltag der Saison 2000/01 gegen Schwarz-Weiß Bregenz. In diesem Spiel schoss er auch sein einziges Bundesligator. 2004 wechselte er zum Stadtrivalen FC Blau-Weiß Linz. 2006 wechselte er zum Drittligisten 1. FC Vöcklabruck, mit dem er 2008 den Aufstieg in den Profifußball feierte. 2009, nach dem Abstieg und der Auflösung des Vereins, wechselte er zum Drittligisten und Mitabsteiger SV Grödig, mit dem er den sofortigen Wiederaufstieg feierte. 2012 wechselte er wieder nach Oberösterreich, diesmal zum FC Pasching.
Nach der Fusion mit dem LASK 2014 wechselte er zur Union St. Florian, wo er seine Karriere ausklingen ließ und im Herbst 2016 seine letzten Spiele als Aktiver absolvierte. Nachdem er ab 2017 Co-Trainer beim UFC St. Peter/Au war, hinterlegte er dort auch seinen Spielerpass, kam jedoch zu keinen Einsätzen. Im Sommer 2018 stieg er zum Cheftrainer des niederösterreichischen Viertligisten auf, wurde jedoch Ende Oktober 2018 wieder entlassen. Während seiner Zeit in St. Peter/Au absolvierte er auch regelmäßig Spiele in der Reservemannschaft des Klubs. Nachdem er bis zum Sommer 2019 keinen Trainerjob innegehabt hatte, konzentrierte er sich auf seine Trainerausbildung und erhielt im Juni 2019 die UEFA-A-Lizenz. Bereits 2006 hatte er den Nachwuchsbetreuerlehrgang absolviert und hatte im Jahr 2017 die UEFA-B-Lizenz erlangte.
Bereits Ende April 2019 wurde Riedl für die nachfolgende Saison 2019/20 als neuer Trainer des ASK St. Valentin mit Spielbetrieb in der viertklassigen OÖ Liga vorgestellt. Seine Zeit als Cheftrainer des Klubs aus der niederösterreichisch/oberösterreichischen Grenzregion endete mit Saisonende 2022/23. Im Februar 2024 wurde er als neuer Trainer der DSG Union Naarn mit Spielbetrieb in der fünftklassigen Landesliga Ost vorgestellt. Im Oktober 2024 wirkte er kurzzeitig auch als Co-Trainer der zweiten Mannschaft der Naarner. Weil sich sein Beruf und seine familiären Verpflichtungen nicht mehr mit dem zeitaufwändigen Trainerjob vereinbaren ließen, kündigte Riedl Ende April 2025 seinen Abschied vom Verein für den Sommer an.